# Turjača
Turjača är en sjö i Bosnien och Hercegovina.   Den ligger i entiteten Federationen Bosnien och Hercegovina, i den centrala delen av landet, 90 km väster om huvudstaden Sarajevo. Turjača ligger 1 132 meter över havet.
Trakten runt Turjača består till största delen av jordbruksmark. Runt Turjača är det ganska tätbefolkat, med 93 invånare per kvadratkilometer.